# 에반 콜
에반 콜(Evan Call, 1988년 6월 29일~)은 미국 캘리포니아주 출신의 일본에서 활동하는 작곡가 및 편곡가다. 미라클 버스 소속이다.
버클리 음악 대학 영화음악작곡과를 졸업했다.

## 내력
어린 시절 일본의 애니메이션을 좋아하는 친구의 영향으로 《포켓몬스터》와 《디지털 몬스터》 등을 보게 되어, 2004년에는 《사무라이 7》에 빠져 일본의 애니메이션을 좋아하게 된다. 18세까지는 블라인드 가디언, 랩소디 오브 파이어 등 유럽의 파워 메탈, 데스 보이스를 많이 사용하는 노르딕 국가의 블랙 메탈 등 헤비 메탈을 즐겨 들었다.
버클리 음악 대학을 졸업한 후에는 할리우드에서 영화음악의 길로 나아갈지 고민했지만 장르가 다양한 일본 음악업계에서 성공을 목표로 관광비자로 일본을 방문 한다. 3개월간의 체류기간 중 셰어하우스의 룸메이트 친구를 통해 Elements Garden에 가입, 2012년부터 일본에서 작곡 활동을 하고 있었지만 2016년부로 탈퇴한다. 이후에는 미라클 버스에 소속된다.
2022년에는 NHK 대하드라마 제61작째 《가마쿠라도노의 13인》의 음악을 담당한다. 제1회 방송에서는 최종반의 배경 음악에 안토닌 드보르자크 작곡의 교향곡 9번 《신세계로부터》를 이용해, 그 참신함이 화제가 되었다. 덧붙여 본인 왈, 《신세계로부터》의 사용은 연출의 요시다 테루유키로부터의 강한 요망이었다고 한다.

## 주요 작품

### TV 애니메이션
2013년
- 전희절창 심포기어 G

2014년
- 이능배틀은 일상계 속에서
- 신들의 장난
- 도쿄 ESP

2015년
- 탐정 가극 밀키 홈즈 TD
- 전희절창 심포기어 GX
- 댄스 위드 데빌즈

2016년
- 슈발체스마켄
- 빅 오더
- 푸른 저편의 포리듬

2017년
- 시간의 지배자

2018년
- 하쿠메이와 미코치
- 바이올렛 에버가든

2019년
- 이 세상의 끝에서 사랑을 노래하는 소녀 YU-NO
- 한밤의 오컬트 공무원

2020년
- 천청난만!

2021년
- 마브러브 얼터너티브
- 삼각창의 밖은 밤

2023년
- 나의 행복한 결혼
- 장송의 프리렌

2024년
- 전국요호

### TV 드라마
2017년
- スター☆コンチェルト〜オレとキミのアイドル道〜
- サヨナラ、えなりくん
- 警視庁いきもの係

2018년
- ホリデイラブ
- ハラスメントゲーム
- 가나자와발 지역발 드라마 いよっ!弁慶

2019년
- 刑事ゼロ
- 螢草 菜々の剣

2023년
- 가마쿠라도노의 13인

### 극장 애니메이션
2014년
- 맹렬 우주해적

2016년
- 극장판 탐정 오페라 밀키홈즈 ~역습의 밀키홈즈~

2019년
- 바이올렛 에버가든 - 영원과 자동 수기 인형 -

2020년
- 극장판 바이올렛 에버가든
- 조제, 호랑이 그리고 물고기들

2023년
- 금의 나라 물의 나라

### 실사 영화
- 九月の恋と出会うまで(2019년)

### 비디오 게임
- 샤이닝 레조넌스 리프레인(2014년)
- CHAOS RINGS(2014년)
- 슈발체스마켄(2015년)
- 마브러브(2016년)